# Tercera División B de Chile
La Tercera División B de Chile es un campeonato de fútbol correspondiente a la quinta categoría del fútbol chileno y es organizado por la Asociación Nacional de Fútbol Amateur (ANFA) y la Federación de Fútbol de Chile (FFCh). Inicialmente fue constituida como una competición de cuarta categoría de nivel profesional. Desde 2012, la competición fue modificada a la quinta categoría.
El presidente de la división es Antonio Medina Salinas. El campeonato se denomina oficialmente Campeonato Nacional de Fútbol – Tercera División B Sub-23, debido a que, desde 2012 se estipula en las bases que los jugadores no deben pasar la edad para poder competir en el torneo.
Los clubes participan por invitación, debiendo cumplir con una serie de requisitos deportivos y económicos impuestos por la asociación organizadora.

## Historia
El torneo fue fundado en 1983, como continuación del Campeonato Regional de la Zona Central, que agrupaba a varios equipos amateurs y corporativos de la zona central de Chile. A fines de 2003 el torneo se disolvió y casi todos los clubes ascendieron a la Tercera División para el año 2004.
Sin embargo, en 2008, por las intenciones de algunos equipos de la Tercera División de profesionalizar el torneo, la Cuarta División se erigió como alternativa de competición para equipos amateur aspirantes a llegar al profesionalismo y equipos locales provenientes de diferentes asociaciones de fútbol comunal. Han participado en ella más de 180 instituciones a lo largo de sus 31 temporadas bajo distintas modalidades y formatos de competencias.
Participan actualmente un total de 35 equipos. Tal categoría otorga ascensos directos para la Tercera División A, por contra parte, los peores equipos descienden a su asociación de origen.
El actual campeón de la división es Imperial Unido. El equipo con más títulos es Juventud O'Higgins con 2 campeonatos a su haber.

## Datos de los equipos
Los siguientes 27 clubes compiten  este temporada 2025.
La lista incluye a Malleco Unido, exparticipante de Primera B, Segunda División Profesional y Tercera División A, así como también Naval y Lota Schwager, exparticipantes de las 3 categorías, anteriormente mencionadas y de la Primera División.
Ferroviarios cuenta con el mayor número de temporadas consecutivas en la división (28), mientras que Tricolor Municipal, ya lleva 21.
| Equipo                    | Entrenador          | Estadio                   | Capacidad | Proveedor        | Auspiciador          |
| ------------------------- | ------------------- | ------------------------- | --------- | ---------------- | -------------------- |
| Araucano Unido            | Mauro Astrada       | El Alto                   | 1.500     | Revolución       | Mayorista M&M        |
| Atlético Oriente          | Agustín Salvatierra | Municipal de Lo Barnechea | 2.500     | Acerbis          | Sabro Sushi          |
| Audax Italiano de Paipote | Nelson Cossio       | Luis Valenzuela           | 8.000     | Artex            |                      |
| Cajón del Maipo           | Darío Catalán       | Juventud Maitenes         | 300       | Health & Fitness | ERO                  |
| CEFF Copiapó              | Carlos Rojas        | Luis Valenzuela           | 8.000     | Donnely          | Atlantic Sushi       |
| Cultural Maipú            | Andrés González     | Santiago Bueras           | 4.000     | KS7              | Crea Impresión       |
| Curacaví FC               | Francisco Michea    | Olímpico Cuyuncaví        | 1.500     | Kuden            |                      |
| Deportes Laja             | Ricardo Tapia       | Facela                    | 3.000     | In-House         | CMPC                 |
| Deportes Rancagua         | Rodrigo Pérez       | Guillermo Saavedra        | 2.000     | Cele Side        | Vicmar Minera        |
| Deportes Valdivia         | Vicente Kalleg      | Félix Gallardo            | 4.000     | OneFit           | Colún                |
| Deportes Vallenar         | Ricardo Fuentes     | Nelson Rojas              | 4.975     | TDeportes        | Guacolda             |
| Ferroviarios              | Luis Muñoz          | Arturo Rojas              | 336       | In-House         | MSV                  |
| Futuro FC                 | Gerardo Febrero     | Municipal de Peñalolén    | 3.000     | Macron           | RG Music             |
| Gol y Gol                 | Lexter Lacroix      | La Marina                 | 1.350     | Titan            | Chile Astros         |
| Internacional             | Jairo Zamorano      | Municipal de Renca        | 1.000     | Free Kick        |                      |
| Julio Covarrubias         | Marcelo Miranda     | Los Jardines              | 200       | Guerrieri        | Tais Manualidades    |
| Municipal Ovalle          | Juan Ahumada        | Diaguita                  | 5.160     | In-House         | Riquísimo Restaurant |
| Municipal Paillaco        | Pedro González      | Municipal de Paillaco     | 860       | Olymphus         | Schwencke            |
| Nacimiento                | Ricardo Viveros     | Municipal de Nacimiento   | 1.200     | OneFit           | CMPC                 |
| Pilmahue                  | Luis Caro           | Matías Vidal              | 3.000     | Ocapa            |                      |
| Provincial Talagante      | Esteban Pino        | Lucas Pacheco             | 2.883     | JCQ              | VTA                  |
| Pumanque                  | Cristián Muñoz      | Municipal de Pumanque     | 928       | In-House         | Nilahue Inversiones  |
| Rancagua Sur              | Claudio Aguero      | Patricio Mekis            | 2.000     | STI              | Green World          |
| República Independiente   | Juan Higueras       | Municipal de Hualqui      | 1.200     | Forza            | CMPC                 |
| Rodelindo Román           | Juan Guzmán         | Municipal de San Joaquín  | 3.515     | KS7              | La Piccola Italia    |
| Tricolor Municipal        | Daniel Leyton       | Municipal de Paine        | 2.500     | Corur            | Casas Laguna         |
| Unión Compañías           | Luis Musrri         | La Portada                | 18.500    | Beyka            | Aguirre Group        |

## Historial
| Año                               | Campeón                               | Subcampeón                            |
| Cuarta División de Chile (4.º)    |                                       |                                       |
| 1983                              | Chilectra                             | Andarivel                             |
| 1984                              | Soinca Bata                           | Andarivel                             |
| 1985                              | Juventud O'Higgins                    | Estudiantes de Quilpué                |
| 1986                              | Deportes Gasco                        | LAN Chile                             |
| 1987                              | Municipal Las Condes                  | Barnechea FC                          |
| 1988                              | Thomas Bata                           | Casa Anny                             |
| 1989                              | Unión Veterana                        | C.T.C.                                |
| 1990                              | Tricolor Municipal                    | Juventud Puente Alto                  |
| 1991                              | Chiprodal de Graneros                 | Deportes Gasco                        |
| 1992                              | Trasandino                            | Cultural Orocoipo                     |
| 1993                              | Juventud O'Higgins (2)                | Unión Municipal La Florida            |
| 1994                              | Luis Matte Larraín                    | Arturo Prat                           |
| 1995                              | Deportes San Bernardo                 | Juventud O'Higgins                    |
| 1996                              | Malloco Atlético                      | Deportes Maipo                        |
| 1997                              | Deportivo Polpaico                    | Ferroviarios                          |
| 1998                              | Hosanna                               | Estrella de Chile                     |
| 1999                              | C.T.I.                                | Municipal Limache                     |
| 2000                              | Municipal Nogales Melón               | Manuela Figueroa                      |
| 2001                              | Concón National                       | Cristo Salva C.V.                     |
| 2002                              | Deportes Quilicura                    | Lautaro de Buin                       |
| 2003                              | Ferroviarios                          | Deportes San Bernardo                 |
| 2004-2008                         | No Disputado                          | No Disputado                          |
| Tercera División B de Chile (4.º) |                                       |                                       |
| 2009                              | Municipal La Pintana                  | Deportes Quilicura                    |
| 2010                              | Unión Santa María                     | Pudahuel Barrancas                    |
| 2011                              | Deportes Linares                      | Deportes Valdivia                     |
| Tercera División B de Chile (5.º) |                                       |                                       |
| 2012                              | Deportes Santa Cruz                   | Malleco Unido                         |
| Apertura 2013                     | Independiente de Cauquenes            | Tomás Greig                           |
| Clausura 2013                     | Deportes Limache                      | Estrella de Huasco                    |
| 2014                              | Real San Joaquín                      | Chimbarongo FC                        |
| 2015                              | Deportes Recoleta                     | Provincial Osorno                     |
| 2016                              | Provincial Ovalle                     | Brujas de Salamanca                   |
| 2017                              | Municipal Santiago                    | Escuela de Macul                      |
| 2018                              | Pilmahue                              | Deportes Concepción                   |
| 2019                              | Rodelindo Román                       | La Pintana Unida                      |
| 2020                              | Cancelado por la Pandemia de COVID-19 | Cancelado por la Pandemia de COVID-19 |
| 2021                              | Deportes Quillón                      | Unión Compañías                       |
| 2022                              | Santiago City                         | Comunal Cabrero                       |
| 2023                              | Imperial Unido                        | Constitución Unido                    |
| 2024                              | Aguará                                | Quintero Unido                        |

## Títulos por equipo
| Club                       | Campeón | Subcampeón | Temp. Campeón | Temp. Subcampeón |
| -------------------------- | ------- | ---------- | ------------- | ---------------- |
| Juventud O'Higgins         | 2       | 1          | 1985, 1993    | 1995             |
| Deportes Gasco             | 1       | 1          | 1986          | 1991             |
| Trasandino                 | 1       | 1          | 1992          | 1988             |
| Deportes San Bernardo      | 1       | 1          | 1995          | 2003             |
| Deportes Qulicura          | 1       | 1          | 2002          | 2009             |
| Ferroviarios               | 1       | 1          | 2003          | 1997             |
| Chilectra                  | 1       | 0          | 1983          |                  |
| Soinca Bata                | 1       | 0          | 1984          |                  |
| Municipal Las Condes       | 1       | 0          | 1987          |                  |
| Thomas Bata                | 1       | 0          | 1988          |                  |
| Unión Veterana             | 1       | 0          | 1989          |                  |
| Tricolor Municipal         | 1       | 0          | 1990          |                  |
| Chiprodal Graneros         | 1       | 0          | 1991          |                  |
| Luis Matte Larraín         | 1       | 0          | 1994          |                  |
| Malloco Atlético           | 1       | 0          | 1996          |                  |
| Deportivo Polpaico         | 1       | 0          | 1997          |                  |
| Hosanna                    | 1       | 0          | 1998          |                  |
| C.T.I.                     | 1       | 0          | 1999          |                  |
| Municipal Nogales Melón    | 1       | 0          | 2000          |                  |
| Concón National            | 1       | 0          | 2001          |                  |
| Municipal La Pintana       | 1       | 0          | 2009          |                  |
| Unión Santa María          | 1       | 0          | 2010          |                  |
| Deportes Linares           | 1       | 0          | 2011          |                  |
| Deportes Santa Cruz        | 1       | 0          | 2012          |                  |
| Independiente              | 1       | 0          | A-2013        |                  |
| Deportes Limache           | 1       | 0          | C-2013        |                  |
| Real San Joaquín           | 1       | 0          | 2014          |                  |
| Deportes Recoleta          | 1       | 0          | 2015          |                  |
| Provincial Ovalle          | 1       | 0          | 2016          |                  |
| Municipal Santiago         | 1       | 0          | 2017          |                  |
| Pilmahue                   | 1       | 0          | 2018          |                  |
| Rodelindo Román            | 1       | 0          | 2019          |                  |
| Deportes Quillón           | 1       | 0          | 2021          |                  |
| Santiago City              | 1       | 0          | 2022          |                  |
| Imperial Unido             | 1       | 0          | 2023          |                  |
| Aguará                     | 1       | 0          | 2024          |                  |
| Andarivel                  | 0       | 2          |               | 1983, 1984       |
| Estudiantes de Quilpué     | 0       | 1          |               | 1985             |
| Deportes LAN Chile         | 0       | 1          |               | 1986             |
| Barnechea                  | 0       | 1          |               | 1987             |
| C.T.C.                     | 0       | 1          |               | 1989             |
| Juventud Puente Alto       | 0       | 1          |               | 1990             |
| Cultural Orocoipo          | 0       | 1          |               | 1992             |
| Unión Municipal La Florida | 0       | 1          |               | 1993             |
| Arturo Prat                | 0       | 1          |               | 1994             |
| Deportes Maipo             | 0       | 1          |               | 1996             |
| Estrella de Chile          | 0       | 1          |               | 1998             |
| Municipal Limache          | 0       | 1          |               | 1999             |
| Manuela Figueroa           | 0       | 1          |               | 2000             |
| Cristo Salva Cristo Viene  | 0       | 1          |               | 2001             |
| Lautaro de Buin            | 0       | 1          |               | 2002             |
| Pudahuel Barrancas         | 0       | 1          |               | 2010             |
| Deportes Valdivia          | 0       | 1          |               | 2011             |
| Malleco Unido              | 0       | 1          |               | 2012             |
| Tomás Greig                | 0       | 1          |               | A-2013           |
| Deportes Vallenar          | 0       | 1          |               | C-2013           |
| Chimbarongo                | 0       | 1          |               | 2014             |
| Provincial Osorno          | 0       | 1          |               | 2015             |
| Brujas de Salamanca        | 0       | 1          |               | 2016             |
| Escuela de Macul           | 0       | 1          |               | 2017             |
| Deportes Concepción        | 0       | 1          |               | 2018             |
| La Pintana Unida           | 0       | 1          |               | 2019             |
| Unión Compañías            | 0       | 1          |               | 2021             |
| Comunal Cabrero            | 0       | 1          |               | 2022             |
| Constitución Unido         | 0       | 1          |               | 2023             |
| Quintero Unido             | 0       | 1          |               | 2024             |

### Títulos por región
| Región        | Títulos | Subtítulos | Clubes |
| ------------- | ------- | ---------- | --- |
| Metropolitana | 21      | 18         | Deportes Gasco (1), Deportes San Bernardo (1), Deportes Qulicura (1), Ferroviarios (1), Chilectra (1), Soinca Bata (1), Municipal Las Condes (1), Thomas Bata (1), Tricolor Municipal (1), Luis Matte Larraín (1), Malloco Atlético (1), Deportivo Polpaico (1), Hosanna (1), C.T.I. (1), Deportes Pintana (1), Real San Joaquín (1), Deportes Recoleta (1), Rodelindo Román (1), Municipal Santiago (1), Santiago City (1), Aguará (1) |
| O'Higgins     | 5       | 4          | Juventud O'Higgins (2), Unión Veterana (1), Chiprodal Graneros (1), Deportes Santa Cruz (1) |
| Valparaíso    | 4       | 5          | Trasandino (1), Municipal Nogales Melón (1), Concón National (1), Deportes Limache (1) |
| Maule         | 2       | 2          | Deportes Linares (1) y Independiente (1) |
| La Araucanía  | 2       | 1          | Deportivo Pilmahue (1), Imperial Unido (1) |
| Bio-Bío       | 1       | 2          | Unión Santa María (1) |
| Coquimbo      | 1       | 2          | Provincial Ovalle (1) |
| Ñuble         | 1       | 0          | Deportes Quillón (1) |
| Los Ríos      | 0       | 1          | |
| Atacama       | 0       | 1          | |
| Los Lagos     | 0       | 1          | |

### Goleadores por torneo
| Torneo   | Jugador                 | Equipo                     | Goles |
| -------- | ----------------------- | -------------------------- | ----- |
| 2009     | Luis Pereira            | Municipal La Pintana       | 16    |
| 2010     | Tomás Salazar           | Unión Santa María          | 18    |
| 2011     | Diego Vallejos          | Deportes Linares           | 22    |
| 2012     | Rubén Farfán            | Deportes Santa Cruz        | 18    |
| 2013-T-A | Gilberto Torres         | Estrella del Huasco        | 16    |
| 2013-T-C | Ricardo León            | Gendarmería de Chile       | 27    |
| 2014     | Víctor Soto             | Deportes Provincial Osorno | 25    |
| 2015     | Jorge Meneses           | Deportes Recoleta          | 31    |
| 2016     | Guillermo Huerta        | Brujas de Salamanca        | 32    |
| 2017     | Diego Huerta            | Unión Compañías            | 26    |
| 2018     | Nicolás Barrera         | Unión Compañías            | 52    |
| 2019     | Yerko Muñoz Elvis Araya | Municipal Lampa            | 18    |
| 2019     | Yerko Muñoz Elvis Araya | CSD Ovalle                 | 18    |
| 2021     | Bastián Castañeda       | Unión Compañías            | 12    |
| 2022     | Gerson Gárate           | Municipal Puente Alto      | 24    |
| 2023     | Sebastián Torres        | Tricolor Municipal         | 34    |
| 2024     | Simón García            | Quintero Unido             | 22    |

## Tabla histórica
La siguiente tabla entrega la información histórica de la competencia, en donde abarca el 1.er torneo bajo el nombre de Cuarta División en 1983 hasta el torneo 2023.
La tabla está ordenada por puntos conseguidos (considerando 2 puntos por PG antes de 1995 y 3 puntos después).
|  | En Tercera División B 2024 |

| Pos. | Club                               | Temp | PJ  | PG  | PE  | PP  | GF   | GC  | Dif. | Pts. | 1.º | 2.º |
| ---- | ---------------------------------- | ---- | --- | --- | --- | --- | ---- | --- | ---- | ---- | --- | --- |
| 1.º  | Ferroviarios                       | 26   | 620 | 299 | 122 | 172 | 1308 | 897 | +411 | 931  | 1   | 1   |
| 2°   | Tricolor Municipal                 | 20   | 448 | 184 | 91  | 140 | 826  | 677 | +149 | 585  | 1   | -   |
| 3°   | Luis Matte Larraín                 | 20   | 475 | 151 | 111 | 196 | 737  | 874 | -137 | 511  | 1   | -   |
| 4°   | Juventud Puente Alto               | 16   | 338 | 115 | 66  | 141 | 545  | 633 | -88  | 389  | -   | 1   |
| 5°   | Quintero Unido                     | 11   | 263 | 113 | 51  | 96  | 510  | 454 | +56  | 358  | -   | -   |
| 6°   | Unión Casablanca                   | 15   | 341 | 105 | 39  | 167 | 526  | 711 | -185 | 354  | -   | -   |
| 7°   | Arrieta Guindos                    | 16   | 425 | 104 | 109 | 162 | 589  | 731 | -142 | 343  | -   | -   |
| 8°   | Malloco Atlético                   | 14   | 372 | 119 | 91  | 125 | 653  | 600 | +53  | 342  | 1   | -   |
| 9°   | Lautaro de Buin                    | 11   | 262 | 99  | 53  | 101 | 411  | 407 | +4   | 328  | -   | 1   |
| 10°  | Concón National                    | 10   | 274 | 95  | 51  | 88  | 407  | 417 | -10  | 319  | 1   | -   |
| 11°  | Curacaví FC                        | 9    | 196 | 90  | 45  | 61  | 376  | 294 | +82  | 315  | -   | -   |
| 12°  | Pudahuel Barrancas                 | 8    | 197 | 88  | 49  | 59  | 404  | 335 | +69  | 313  | -   | 1   |
| 13°  | Chiprodal de Graneros              | 11   | 280 | 105 | 72  | 88  | 457  | 422 | +35  | 287  | 1   | -   |
| 14°  | Provincial Talagante               | 7    | 172 | 81  | 42  | 51  | 359  | 244 | +115 | 285  | -   | -   |
| 15°  | Municipal Ovalle                   | 7    | 162 | 85  | 29  | 47  | 332  | 213 | +119 | 284  | -   | -   |
| 16°  | Unión Compañías                    | 6    | 151 | 83  | 33  | 35  | 378  | 197 | +181 | 279  | -   | 1   |
| 17°  | Escuela de Macul                   | 6    | 170 | 81  | 27  | 61  | 365  | 278 | +87  | 270  | -   | 1   |
| 18°  | Cultural Maipú                     | 9    | 178 | 75  | 32  | 70  | 325  | 327 | -2   | 257  | -   | -   |
| 19°  | San Bernardo Unido                 | 10   | 208 | 69  | 41  | 98  | 329  | 407 | -78  | 248  | -   | -   |
| 20°  | Andarivel de El Monte              | 10   | 280 | 92  | 49  | 119 | 416  | 499 | -83  | 239  | -   | 2   |
| 21°  | Deportes Gasco                     | 7    | 216 | 84  | 67  | 54  | 356  | 296 | +60  | 235  | 1   | 1   |
| 22°  | Deportivo La Granja                | 8    | 162 | 65  | 41  | 56  | 328  | 296 | +32  | 233  | -   | -   |
| 23°  | Chimbarongo FC                     | 5    | 132 | 66  | 28  | 38  | 254  | 157 | +97  | 228  | -   | 1   |
| 24°  | Atlético Curacaví                  | 9    | 236 | 81  | 64  | 76  | 373  | 400 | -27  | 226  | -   | -   |
| 25°  | Buenos Aires de Parral             | 6    | 142 | 65  | 28  | 49  | 256  | 203 | +53  | 223  | -   | -   |
| 26°  | Unión Veterana                     | 9    | 219 | 77  | 56  | 67  | 351  | 347 | +4   | 219  | 1   | -   |
| 27°  | Trasandino de Los Andes            | 4    | 150 | 80  | 39  | 26  | 314  | 155 | +159 | 199  | 1   | -   |
| 28°  | República Independiente de Hualqui | 7    | 128 | 52  | 32  | 44  | 216  | 187 | +29  | 189  | -   | -   |
| 29°  | Gasparín FC                        | 6    | 120 | 54  | 29  | 37  | 227  | 184 | +43  | 188  | -   | -   |
| 30°  | Deportivo Colina                   | 7    | 199 | 68  | 38  | 68  | 322  | 349 | -27  | 179  | -   | -   |
| 31°  | Juventud O'Higgins                 | 7    | 198 | 67  | 30  | 63  | 270  | 282 | -12  | 175  | 2   | 1   |
| 32°  | Pilmahue                           | 5    | 108 | 50  | 20  | 38  | 159  | 134 | +25  | 170  | 1   | -   |
| 33°  | Municipal Santiago                 | 2    | 70  | 50  | 7   | 13  | 207  | 98  | +109 | 157  | 1   | -   |
| 34°  | Deportes Tomé                      | 7    | 158 | 43  | 28  | 87  | 180  | 287 | -107 | 157  | -   | -   |
| 35°  | Comunal Cabrero                    | 3    | 90  | 46  | 18  | 26  | 142  | 103 | +39  | 156  | -   | 1   |
| 36°  | Estrella de Chile                  | 7    | 151 | 44  | 33  | 45  | 216  | 218 | -2   | 156  | -   | 1   |
| 37°  | Juventud Salvador                  | 4    | 98  | 45  | 20  | 33  | 169  | 119 | +50  | 155  | -   | -   |
| 38°  | Aguará de La Reina                 | 7    | 120 | 43  | 22  | 55  | 180  | 203 | -23  | 151  | -   | -   |
| 39°  | Brisas del Maipo                   | 5    | 130 | 43  | 22  | 65  | 222  | 277 | -55  | 151  | -   | -   |
| 40°  | Santa Cruz Peñalolén               | 6    | 170 | 52  | 39  | 61  | 354  | 353 | +1   | 147  | -   | -   |
| 41°  | Rodelindo Román                    | 2    | 72  | 41  | 22  | 9   | 180  | 79  | +101 | 145  | 1   | -   |
| 42°  | Barnechea                          | 6    | 151 | 46  | 53  | 40  | 190  | 170 | +20  | 145  | -   | 1   |
| 43°  | 21 de Mayo                         | 5    | 147 | 55  | 35  | 51  | 250  | 245 | +5   | 145  | -   | -   |
| 44°  | Deportes Quillón                   | 4    | 95  | 42  | 18  | 35  | 174  | 149 | +25  | 144  | 1   | -   |
| 45°  | San Bernardo Deportes              | 6    | 113 | 40  | 21  | 40  | 169  | 171 | -2   | 141  | 1   | 1   |
| 46°  | Deportes Santa Cruz                | 4    | 84  | 42  | 14  | 28  | 157  | 121 | +36  | 140  | 1   | -   |
| 47°  | Malleco Unido                      | 5    | 76  | 40  | 18  | 18  | 126  | 80  | +46  | 138  | -   | 1   |
| 48°  | Lota Schwager                      | 3    | 70  | 39  | 20  | 11  | 102  | 52  | +50  | 137  | -   | -   |
| 49°  | Deportes Rengo                     | 5    | 107 | 40  | 17  | 50  | 167  | 205 | -38  | 137  | -   | -   |
| 50°  | Fundición Chagres                  | 6    | 148 | 43  | 41  | 41  | 203  | 182 | +21  | 136  | -   | -   |
| 51°  | Granja Juniors                     | 6    | 146 | 51  | 34  | 49  | 221  | 201 | +20  | 136  | -   | -   |
| 52°  | Caupolicán de Cauquenes            | 4    | 84  | 40  | 15  | 29  | 149  | 123 | +26  | 135  | -   | -   |
| 53°  | Ignacio Serrano                    | 7    | 185 | 51  | 32  | 88  | 244  | 358 | -114 | 134  | -   | -   |
| 54°  | Deportivo Maipo Quilicura          | 4    | 91  | 38  | 19  | 34  | 163  | 151 | +12  | 133  | 1   | 1   |
| 55°  | Comercio de Buin                   | 7    | 180 | 41  | 50  | 76  | 201  | 292 | -91  | 132  | -   | -   |
| 56°  | Municipal Lampa                    | 3    | 88  | 37  | 18  | 32  | 180  | 177 | +3   | 129  | -   | -   |
| 57°  | Gol y Gol                          | 4    | 90  | 35  | 22  | 33  | 166  | 159 | +7   | 127  | -   | -   |
| 58°  | Municipal Las Condes               | 5    | 128 | 48  | 30  | 37  | 210  | 168 | +42  | 126  | 1   | -   |
| 59°  | Juventud Renca                     | 5    | 127 | 45  | 35  | 42  | 225  | 221 | +4   | 125  | -   | -   |
| 60°  | LAN Chile                          | 5    | 126 | 43  | 38  | 34  | 177  | 147 | +30  | 124  | -   | 1   |
| 61°  | Deportes Recoleta                  | 2    | 52  | 39  | 4   | 9   | 159  | 62  | +97  | 121  | 1   | -   |
| 62°  | Brujas de Salamanca                | 2    | 56  | 36  | 11  | 9   | 139  | 62  | +77  | 119  | -   | 1   |
| 63°  | Jugendland Sportverein             | 3    | 76  | 35  | 14  | 27  | 127  | 117 | +10  | 119  | -   | -   |
| 64°  | Enfoque de Rancagua                | 7    | 148 | 27  | 35  | 86  | 151  | 303 | -152 | 116  | -   | -   |
| 65°  | Provincial Ranco                   | 2    | 70  | 31  | 19  | 20  | 117  | 95  | +22  | 112  | -   | -   |
| 66°  | Unión Til-Til                      | 7    | 121 | 30  | 22  | 52  | 180  | 290 | -110 | 112  | -   | -   |
| 67°  | General Velázquez                  | 4    | 83  | 30  | 19  | 34  | 141  | 157 | -16  | 109  | -   | -   |
| 68°  | Deportes Tocopilla                 | 3    | 60  | 32  | 11  | 17  | 129  | 91  | +38  | 107  | -   | -   |
| 69°  | EFC Conchalí                       | 3    | 86  | 30  | 17  | 39  | 156  | 160 | -4   | 107  | -   | -   |
| 70°  | Manuela Figueroa                   | 2    | 58  | 32  | 10  | 14  | 113  | 60  | +53  | 106  | -   | 1   |
| 71°  | Compañía de Teléfonos de Chile     | 4    | 89  | 39  | 25  | 23  | 154  | 100 | +54  | 103  | -   | 1   |
| 72°  | Naval de Talcahuano                | 3    | 61  | 28  | 16  | 17  | 86   | 60  | +26  | 100  | -   | -   |
| 73°  | Deportes Polpaico                  | 3    | 72  | 32  | 3   | 21  | 142  | 82  | +60  | 99   | 1   | -   |
| 74°  | Guillermo Guzmán                   | 3    | 99  | 40  | 19  | 36  | 160  | 160 | 0    | 99   | -   | -   |
| 75°  | Ferro Lampa                        | 5    | 120 | 26  | 18  | 76  | 199  | 341 | -142 | 96   | -   | -   |
| 76°  | Magallanes de Nancagua             | 4    | 98  | 33  | 21  | 25  | 137  | 126 | +11  | 93   | -   | -   |
| 77°  | Orilla de Martínez                 | 4    | 74  | 26  | 15  | 27  | 83   | 104 | -21  | 93   | -   | -   |
| 78°  | CEFF Copiapó                       | 5    | 82  | 26  | 14  | 41  | 134  | 233 | -99  | 92   | -   | -   |
| 79°  | Isla de Maipo                      | 5    | 127 | 28  | 34  | 61  | 146  | 249 | -103 | 90   | -   | -   |
| 80°  | Provincial Osorno                  | 2    | 46  | 26  | 11  | 9   | 113  | 47  | +66  | 89   | -   | 1   |
| 81°  | Deportes Limache                   | 2    | 52  | 25  | 11  | 14  | 97   | 64  | +33  | 86   | 1   | -   |
| 82°  | Cristo Salva C.V.                  | 2    | 56  | 22  | 19  | 11  | 124  | 83  | +41  | 85   | -   | 1   |
| 83°  | Thomas Bata                        | 3    | 70  | 32  | 18  | 17  | 105  | 64  | +41  | 82   | 1   | -   |
| 84°  | Santiago City                      | 1    | 31  | 26  | 3   | 2   | 93   | 17  | +76  | 81   | 1   | -   |
| 85°  | Deportes Cerro Navia               | 4    | 80  | 19  | 24  | 37  | 133  | 184 | -51  | 81   | -   | -   |
| 86°  | Arturo Prat de Hualañé             | 3    | 60  | 29  | 8   | 19  | 99   | 91  | +8   | 80   | -   | 1   |
| 87°  | Colo-Colo B                        | 1    | 27  | 26  | 1   | 0   | 150  | 24  | +126 | 79   | -   | -   |
| 88°  | Real San Joaquín                   | 2    | 44  | 23  | 10  | 11  | 91   | 65  | +26  | 79   | 1   | -   |
| 89°  | Deportes Melipilla                 | 2    | 62  | 32  | 14  | 8   | 112  | 49  | +63  | 78   | 1   | -   |
| 90°  | Jireh FC                           | 4    | 98  | 22  | 12  | 64  | 151  | 277 | -126 | 78   | -   | -   |
| 91°  | Provincial Ovalle                  | 1    | 34  | 24  | 5   | 5   | 93   | 23  | +70  | 70   | 1   | -   |
| 92°  | Deportes Valdivia                  | 2    | 46  | 21  | 12  | 13  | 92   | 69  | +23  | 75   | -   | 1   |
| 93°  | Simón Bolívar                      | 3    | 50  | 25  | 3   | 22  | 97   | 80  | +17  | 75   | -   | -   |
| 94°  | Deportes Rancagua                  | 4    | 52  | 21  | 12  | 19  | 85   | 89  | -4   | 75   | -   | -   |
| 95°  | Municipal Puente Alto              | 2    | 40  | 21  | 11  | 8   | 90   | 46  | +44  | 74   | -   | -   |
| 96°  | Academia Quilpué                   | 3    | 54  | 21  | 11  | 22  | 79   | 73  | +6   | 74   | -   | -   |
| 97°  | Estrella de Chacabuco              | 4    | 88  | 28  | 17  | 38  | 146  | 189 | -43  | 73   | -   | -   |
| 98°  | Deportes Concepción                | 1    | 38  | 22  | 6   | 10  | 65   | 40  | +25  | 72   | -   | 1   |
| 99°  | Nacimiento CDSC                    | 4    | 76  | 18  | 18  | 40  | 89   | 142 | -53  | 72   | -   | -   |
| 100° | Deportes Vallenar                  | 3    | 44  | 21  | 7   | 16  | 97   | 59  | +18  | 70   | -   | 1   |
| 101° | Cultural Orocoipo                  | 1    | 43  | 31  | 7   | 4   | 105  | 42  | +63  | 69   | -   | 1   |
| 102° | La Pintana Unida                   | 1    | 38  | 20  | 9   | 9   | 96   | 53  | +43  | 69   | -   | 1   |
| 103° | Imperial Unido                     | 1    | 36  | 20  | 8   | 8   | 82   | 41  | +41  | 68   | 1   | -   |
| 104° | Hossana                            | 2    | 45  | 20  | 7   | 10  | 88   | 61  | +27  | 67   | 1   | -   |
| 105° | Provincial Marga Marga             | 2    | 48  | 20  | 7   | 21  | 72   | 91  | -19  | 67   | -   | -   |
| 106° | Municipal Nogales Melón            | 1    | 30  | 20  | 5   | 5   | 72   | 27  | +45  | 65   | 1   | -   |
| 107° | Constitución Unido                 | 1    | 36  | 18  | 11  | 7   | 77   | 52  | 25   | 65   | -   | 1   |
| 108° | Unión Quilpué                      | 2    | 39  | 18  | 9   | 12  | 86   | 53  | +33  | 63   | -   | -   |
| 109° | Huracán de Puente Alto             | 4    | 86  | 24  | 15  | 43  | 105  | 176 | -71  | 63   | -   | -   |
| 110° | Rancagua Sur                       | 2    | 32  | 19  | 5   | 8   | 62   | 34  | +28  | 62   | -   | -   |
| 111° | Gendarmería de Chile               | 2    | 38  | 18  | 6   | 14  | 85   | 74  | +11  | 60   | -   | -   |
| 112° | Pumas FC                           | 3    | 76  | 15  | 15  | 46  | 77   | 205 | -128 | 59   | -   | -   |
| 113° | Compañía Tecno Industrial          | 1    | 24  | 18  | 3   | 1   | 70   | 14  | +56  | 57   | 1   | -   |
| 114° | San Luis de Pirque                 | 3    | 59  | 18  | 21  | 16  | 74   | 82  | -8   | 57   | -   | -   |
| 115° | Antártida Chilena                  | 3    | 61  | 18  | 13  | 15  | 77   | 62  | +15  | 56   | -   | -   |
| 116° | Juventud Chépica                   | 3    | 69  | 21  | 14  | 26  | 109  | 119 | -10  | 56   | -   | -   |
| 117° | AC Colina                          | 1    | 28  | 17  | 4   | 7   | 57   | 27  | +30  | 55   | -   | -   |
| 118° | Independiente                      | 2    | 42  | 16  | 7   | 19  | 60   | 59  | +1   | 55   | -   | -   |
| 119° | Deportes Linares                   | 1    | 26  | 15  | 8   | 3   | 57   | 21  | +36  | 53   | 1   | -   |
| 120° | Corporación Lota                   | 1    | 32  | 14  | 11  | 7   | 41   | 22  | +19  | 53   | -   | -   |
| 121° | Tomás Greig FC                     | 2    | 54  | 13  | 14  | 27  | 77   | 103 | -26  | 53   | -   | 1   |
| 122° | Cóndor de San Antonio              | 1    | 39  | 19  | 12  | 8   | 96   | 58  | +38  | 50   | -   | -   |
| 123° | Academia Samuel Reyes              | 2    | 38  | 14  | 8   | 16  | 59   | 58  | +1   | 50   | -   | -   |
| 124° | Cajón del Maipo                    | 3    | 44  | 14  | 8   | 22  | 77   | 96  | -19  | 50   | -   | -   |
| 125° | Deportes Maipú                     | 3    | 58  | 14  | 8   | 21  | 65   | 99  | -34  | 50   | -   | -   |
| 126° | Deportes Pintana                   | 1    | 22  | 16  | 1   | 5   | 55   | 20  | +35  | 49   | 1   | -   |
| 127° | Juventud Ferro                     | 4    | 75  | 16  | 8   | 31  | 73   | 117 | -44  | 49   | -   | -   |
| 128° | Deportes Peñalolén                 | 2    | 36  | 14  | 6   | 16  | 61   | 61  | 0    | 48   | -   | -   |
| 129° | Unión Santa María                  | 1    | 24  | 13  | 8   | 3   | 55   | 29  | +26  | 47   | 1   | -   |
| 130° | Chilectra                          | 1    | 30  | 18  | 10  | 2   | 64   | 25  | +39  | 46   | 1   | -   |
| 131° | Magisterio Pudahuel                | 2    | 58  | 16  | 14  | 19  | 78   | 68  | +10  | 46   | -   | -   |
| 132° | Incas del Sur                      | 2    | 40  | 13  | 7   | 19  | 76   | 94  | -18  | 46   | -   | -   |
| 133° | Panamericano                       | 3    | 74  | 14  | 18  | 37  | 79   | 129 | -50  | 46   | -   | -   |
| 134° | Deportes Pirque                    | 4    | 86  | 11  | 12  | 62  | 101  | 263 | -162 | 46   | -   | -   |
| 135° | Proyecto XXI                       | 2    | 41  | 12  | 9   | 20  | 62   | 79  | -17  | 45   | -   | -   |
| 136° | Deportivo Estación Central         | 1    | 24  | 13  | 5   | 6   | 50   | 32  | +18  | 44   | -   | -   |
| 137° | Ferroviario Comercial              | 4    | 94  | 14  | 14  | 49  | 102  | 203 | -101 | 43   | -   | -   |
| 138° | Lautaro de Molina                  | 1    | 21  | 12  | 6   | 3   | 35   | 18  | +17  | 42   | -   | -   |
| 139° | Quilicura Unido                    | 1    | 32  | 11  | 9   | 12  | 61   | 59  | +2   | 42   | -   | -   |
| 140° | Unión Caylloma                     | 2    | 41  | 11  | 9   | 16  | 68   | 75  | -7   | 42   | -   | -   |
| 141° | Mulchén Unido                      | 2    | 38  | 12  | 6   | 20  | 44   | 63  | -19  | 42   | -   | -   |
| 142° | Liga Rancagua Oriente              | 1    | 25  | 12  | 4   | 6   | 42   | 26  | +16  | 40   | -   | -   |
| 143° | Pizarreño                          | 1    | 39  | 14  | 10  | 15  | 72   | 67  | +5   | 38   | -   | -   |
| 144° | Curicó Unido                       | 2    | 32  | 11  | 5   | 13  | 43   | 39  | +4   | 38   | -   | -   |
| 145° | Alianza de Coltauco                | 2    | 54  | 13  | 12  | 27  | 86   | 109 | -23  | 38   | -   | -   |
| 146° | Los Cachorros                      | 3    | 44  | 10  | 8   | 21  | 49   | 81  | -32  | 38   | -   | -   |
| 147° | Atlético Oriente                   | 3    | 28  | 10  | 6   | 12  | 43   | 38  | +5   | 36   | -   | -   |
| 148° | Real Maipú                         | 1    | 24  | 9   | 8   | 7   | 50   | 55  | -5   | 35   | -   | -   |
| 149° | Deportivo Riquelme                 | 2    | 43  | 9   | 8   | 24  | 58   | 86  | -28  | 35   | -   | -   |
| 150° | Comercio de Llay-Llay              | 2    | 53  | 12  | 6   | 27  | 83   | 121 | -38  | 33   | -   | -   |
| 151° | Inducar                            | 2    | 40  | 13  | 6   | 13  | 63   | 67  | -4   | 32   | -   | -   |
| 152° | San Luis B                         | 1    | 24  | 9   | 3   | 12  | 49   | 50  | -1   | 30   | -   | -   |
| 153° | Municipal María Pinto              | 2    | 20  | 8   | 5   | 7   | 40   | 35  | +5   | 29   | -   | -   |
| 154° | Litoral Cartagena                  | 1    | 32  | 8   | 5   | 19  | 54   | 108 | -54  | 29   | -   | -   |
| 155° | Coliseo de Algarrobo               | 2    | 20  | 8   | 4   | 8   | 37   | 28  | +9   | 28   | -   | -   |
| 156° | Juvenil Palmilla                   | 1    | 18  | 9   | 1   | 8   | 30   | 34  | -4   | 28   | -   | -   |
| 157° | Deportes Lota                      | 1    | 32  | 7   | 7   | 18  | 40   | 63  | -23  | 28   | -   | -   |
| 158° | Deportes Maipo                     | 1    | 18  | 8   | 3   | 2   | 27   | 13  | +14  | 27   | -   | 1   |
| 159° | Deportivo Meza                     | 3    | 30  | 7   | 6   | 17  | 31   | 60  | -29  | 27   | -   | -   |
| 160° | Academia Machalí                   | 2    | 39  | 7   | 6   | 26  | 45   | 98  | -53  | 27   | -   | -   |
| 161° | Cardenal Caro                      | 1    | 17  | 8   | 2   | 5   | 29   | 26  | +3   | 26   | -   | -   |
| 162° | Unión Molina                       | 1    | 22  | 7   | 5   | 10  | 38   | 38  | 0    | 26   | -   | -   |
| 163° | Municipal San Pedro de la Paz      | 1    | 23  | 7   | 5   | 11  | 44   | 56  | -12  | 26   | -   | -   |
| 164° | Pumanque                           | 2    | 22  | 6   | 7   | 9   | 31   | 30  | +1   | 25   | -   | -   |
| 165° | Deportivo Purranque                | 1    | 20  | 6   | 7   | 7   | 28   | 31  | -3   | 25   | -   | -   |
| 166° | Unión Cepol                        | 1    | 30  | 8   | 9   | 13  | 49   | 60  | -11  | 25   | -   | -   |
| 167° | Real León                          | 2    | 30  | 7   | 3   | 20  | 32   | 63  | -31  | 24   | -   | -   |
| 168° | Maipú Unidos                       | 1    | 32  | 7   | 3   | 23  | 45   | 87  | -42  | 23   | -   | -   |
| 169° | Unión Municipal La Florida         | 1    | 22  | 9   | 4   | 3   | 26   | 11  | +15  | 22   | -   | 1   |
| 170° | Unión Comercial de Hualañé         | 1    | 22  | 6   | 4   | 4   | 35   | 26  | +9   | 22   | -   | -   |
| 171° | Metalúrgica Faro                   | 1    | 30  | 7   | 8   | 15  | 41   | 74  | -33  | 22   | -   | -   |
| 172° | Municipal Hijuelas                 | 1    | 16  | 6   | 3   | 7   | 25   | 29  | -4   | 21   | -   | -   |
| 173° | Huracán de Llolleo                 | 1    | 22  | 6   | 3   | 11  | 28   | 53  | -25  | 21   | -   | -   |
| 174° | Bellavista La Florida              | 1    | 32  | 6   | 3   | 23  | 38   | 90  | -52  | 21   | -   | -   |
| 175° | Coinca de Rancagua                 | 1    | 30  | 6   | 8   | 9   | 35   | 47  | -12  | 20   | -   | -   |
| 176° | Adriana Cousiño                    | 2    | 20  | 6   | 2   | 12  | 25   | 45  | -20  | 20   | -   | -   |
| 177° | Academia Fútbol Joven              | 1    | 24  | 6   | 2   | 16  | 38   | 77  | -39  | 20   | -   | -   |
| 178° | Santa Elisa                        | 1    | 20  | 6   | 1   | 2   | 17   | 10  | +7   | 19   | -   | -   |
| 179° | Universidad Iberoamericana         | 1    | 16  | 6   | 1   | 9   | 28   | 28  | 0    | 19   | -   | -   |
| 180° | O'Higgins de Codegua               | 2    | 38  | 4   | 11  | 20  | 45   | 70  | -25  | 19   | -   | -   |
| 181° | Deportes Coronel                   | 2    | 36  | 4   | 7   | 25  | 43   | 93  | -50  | 19   | -   | -   |
| 182° | Clan Juvenil                       | 2    | 28  | 4   | 6   | 18  | 33   | 65  | -32  | 18   | -   | -   |
| 183° | Municipal Isla de Maipo            | 1    | 20  | 4   | 4   | 12  | 27   | 45  | -18  | 16   | -   | -   |
| 184° | Talagante Unido                    | 1    | 18  | 4   | 7   | 7   | 26   | 41  | -15  | 15   | -   | -   |
| 185° | Deportivo Luis Musrri              | 1    | 9   | 4   | 2   | 3   | 18   | 17  | +1   | 14   | -   | -   |
| 186° | Llano Unido                        | 1    | 18  | 3   | 5   | 5   | 22   | 27  | -5   | 14   | -   | -   |
| 187° | Nueva San Ramón                    | 1    | 14  | 4   | 2   | 8   | 28   | 37  | -9   | 14   | -   | -   |
| 188° | Monte Patria                       | 1    | 20  | 4   | 2   | 14  | 28   | 61  | -33  | 14   | -   | -   |
| 189° | Deportes Antofagasta B             | 1    | 17  | 4   | 1   | 7   | 19   | 26  | -7   | 13   | -   | -   |
| 190° | Deportivo Santa Juana              | 1    | 16  | 4   | 1   | 11  | 10   | 30  | -20  | 13   | -   | -   |
| 191° | PGM San Pedro                      | 1    | 22  | 3   | 3   | 16  | 22   | 60  | -38  | 12   | -   | -   |
| 192° | Corporación Ñuñoa                  | 1    | 16  | 2   | 5   | 9   | 15   | 28  | -13  | 11   | -   | -   |
| 193° | Campos de Batalla                  | 1    | 24  | 2   | 4   | 18  | 22   | 75  | -53  | 10   | -   | -   |
| 194° | Deportivo Teno                     | 1    | 15  | 2   | 3   | 7   | 18   | 27  | -9   | 9    | -   | -   |
| 195° | Municipal Quilicura                | 1    | 18  | 1   | 6   | 11  | 17   | 37  | -20  | 9    | -   | -   |
| 196° | Juventud Padre Hurtado             | 1    | 16  | 2   | 3   | 11  | 17   | 42  | -25  | 9    | -   | -   |
| 197° | Deportivo Hirmas de Renca          | 1    | 24  | 2   | 3   | 19  | 35   | 82  | -47  | 9    | -   | -   |
| 198° | El Olam de Quilicura               | 3    | 50  | 2   | 2   | 44  | 34   | 256 | -222 | 8    | -   | -   |
| 199° | Hosanna B                          | 1    | 10  | 1   | 3   | 6   | 17   | 30  | -13  | 6    | -   | -   |
| 200° | Santa Fe de Recoleta               | 1    | 10  | 1   | 3   | 6   | 14   | 33  | -19  | 6    | -   | -   |
| 201° | Alianza Huertos Familiares         | 1    | 22  | 1   | 3   | 18  | 25   | 100 | -75  | 6    | -   | -   |
| 202° | Esperanza Joven                    | 1    | 21  | 1   | 2   | 18  | 30   | 91  | -61  | 5    | -   | -   |
| 203° | Provincial La Ligua                | 1    | 16  | 0   | 4   | 8   | 13   | 33  | -20  | 4    | -   | -   |
| 204° | Deportes Cerrillos                 | 1    | 18  | 1   | 1   | 16  | 20   | 62  | -42  | 4    | -   | -   |
| 205° | Deportes San Pedro de la Paz       | 2    | 8   | 0   | 3   | 5   | 4    | 18  | -14  | 3    | -   | -   |
| 206° | Brasil de Putaendo                 | 2    | 25  | 0   | 3   | 13  | 9    | 66  | -57  | 3    | -   | -   |

## Retiros e ingresos

### Cuarta División (1983-2003)
| Relevo de clubes | | |                       |
| Año              | Retirados | Ingresos | Reingresos            |
| '1983'           | Autobuseros de San Bernardo | Barnechea Malloco Atlético | Thomas Bata           |
| '1984'           | Metalúrgica Faro Thomas Bata Unión CePol | Coinca Juventud O'Higgins Ignacio Serrano Magisterio Pudahuel |                       |
| '1985'           | Coinca | Huracán de Puente Alto |                       |
| '1986'           | Andarivel de El Monte Magisterio Pudahuel San Antonio Atlético | Atlético Curacaví Compañía de Teléfonos de Chile Deportivo Isla de Maipo Estrella de Chacabuco Juventud Renca O'Higgins de Codegua San Luis de Pirque                             |                       |
| '1987'           | | 21 de mayo Panamericano Thomas Bata |                       |
| '1988'           | O'Higgins de Codegua | Talagante Unido |                       |
| '1989'           | Granja Juniors Huracán de Puente Alto Ignacio Serrano Lautaro de Buin San Luis de Pirque Talagante Unido | Alianza de Coltauco Andarivel de El Monte Casa Anny |                       |
| '1990'           | Alianza de Coltauco Comercio de Buin Estrella de Chacabuco Estudiantes de Quilpué Panamericano | Cóndor de San Antonio Deportivo Colina Guillermo Guzmán Luis Matte Larraín Pizarreño Santa Cruz de Peñalolén                                                                      | Ignacio Serrano       |
| '1991'           | Deportivo Isla de Maipo Juventud Renca Pizarreño | Fundición Chagres Lautaro de Buin |                       |
| '1992'           | 21 de mayo Guillermo Guzmán Ignacio Serrano | Cultural Orocoipo Ferroviario Comercial Magallanes de Nancagua |                       |
| '1993'           | Chiprodal Comercio de Llay-Llay | Antártica Chilena Estrella de Chile Inducar Unión Municipal de La Florida |                       |
| '1994'           | Andarivel de El Monte Gasco Lautaro de Buin Lozapenco | Arturo Prat de Hualañé | Chiprodal             |
| '1995'           | Atlético Curacaví Chiprodal Inducar Juventud Chépica | Deportivo Polpaico Deportes San Bernardo Unión Comercial |                       |
| '1996'           | Antártica Chilena Ferroviario Comercial Magallanes de Nancagua Santa Cruz de Peñalolén Unión Comercial | Comercio de Llay-Llay Deportivo Brasil Deportivo Maipú Unión Caylloma |                       |
| '1997'           | Comercio de Llay-Llay Deportes La Unión Deportes Laja Deportivo Brasil Deportivo Colina Fundición Chagres Iván Mayo Juventud Ferro | Andarivel de El Monte Hosanna Unión Tiltil |                       |
| '1998'           | Andarivel de El Monte Arsenal de Recoleta Deportes Rengo Unión Caylloma Unión Veterana | Liga Rancagua Oriente Santa Elisa de Chimbarongo |                       |
| '1999'           | Arrieta Guindos Deportivo Maipú Juventud 2000 Juventud O'Higgins Liga Rancagua Oriente Malloco Atlético Santa Elisa de Chimbarongo | Cardenal Caro Compañía TecnoIndustrial Deportivo Riquelme Deportivo Teno Huracán de Llolleo Los Cachorros Manuela Figueroa Municipal Limache Orilla de Martínez Provincial Curicó |                       |
| '2000'           | Cardenal Caro Deportivo Teno Huracán de Llolleo Regional Valdivia | Colo-Colo "C" Cristo Salva C. V. Deportes Quilicura Esperanza Joven Lautaro de Molina Municipal Nogales Melón Proyecto XXI Quintero Unido                                         |                       |
| '2001'           | Arturo Prat de Hualañé Colo-Colo "C" Deportes Lota Deportivo Riquelme Esperanza Joven Estrella de Chile Lautaro de Molina Provincial Curicó Quintero Unido San Bernardo Deportes San Clemente Santa María de Los Ángeles Unión Comercial | Deportes Antofagasta "B" El Olam Lautaro de Buin Llano Unido |                       |
| '2002'           | Deportes Antofagasta "B" Deportes La Ligua Deportes Maipo Green Cross de Temuco Llano Unido Los Cachorros Manuela Figueroa Proyecto XXI                                                                                                  | Rengo Unido San Luis "B" Unión Quilpué | San Bernardo Deportes |
| '2003'           | Academia Santa Inés El Olam Orilla de Martínez San Luis "B" Santa María de Los Ángeles Unión Tiltil | Chiprodal Deportivo Luis Musrri Hosanna "B" Santa Fe |                       |

### Tercera División B (2009-presente)
| Relevo de clubes | |                                                           | | |                                    |                                                                         |
| Año              | Desafiliados                                                                                           | Expulsados                                                | Retirados | Ingresos | Invitados                          | Reingresos                                                              |
| '2009'           | Corporación Ñuñoa Juventud Padre Hurtado                                                               |                                                           | Deportes Tocopilla Deportivo Ormazábal Municipal Pozo Almonte Unión Bellavista                                                                                          | Academia Quilpué Academia Samuel Reyes Enfoque Juventud Padre Hurtado Lautaro de Buin Municipal La Pintana Real León |                                    | Corporación Ñuñoa Deportes Cerro Navia                                  |
| '2010'           | Real León Luis Matte Larraín                                                                           | Academia Samuel Reyes                                     | Universidad Iberoamericana | Municipal Hijuelas Rengo Unido Sportverein Jugendland Unión Santa María |                                    |                                                                         |
| '2011'           | Juventud Puente Alto Independiente de Cauquenes                                                        |                                                           | Municipal Hijuelas | Defensor Casablanca Deportivo Purranque Independiente de Cauquenes |                                    | Luis Matte Larraín                                                      |
| '2012'           | Deportes Cerro Navia                                                                                   | Academia Machalí Peñalolén                                | Academia Quilpué Deportivo Purranque | Academia Machalí Deportes Coronel Malleco Unido Municipal San Pedro de la Paz San Bernardo Unido Tomás Greig Unión Molina |                                    | Juventud Puente Alto Independiente de Cauquenes                         |
| '2013'           | | Deportes Coronel                                          | Municipal San Pedro de la Paz Unión Molina | Deportes Limache Deportes Tocopilla Estrella del Huasco Juventud Salvador Nueva San Ramón Provincial Marga Marga Real San Joaquín Triángulo de Maipú                                                                                             | Quintero Unido                     |                                                                         |
| '2014'           | Escuela de Fútbol de Macul Juventud Puente Alto                                                        |                                                           | | Chimbarongo FC Deportes Recoleta Escuela de Fútbol de Macul Ferro Estación Colina Provincial Osorno Quintero Unido Unión Compañías | Gendarmería de Chile Incas del Sur |                                                                         |
| '2015'           | El Olam Juventud Puente Alto                                                                           |                                                           | | AC Colina Brisas del Maipo Cultural Maipú Curacaví FC Deportes Tomé El Olam Gendarmería de Chile Incas del Sur Jireh FC Municipal Salamanca |                                    | Escuela de Fútbol de Macul Juventud Puente Alto                         |
| '2016'           | Campos de Batalla Deportivo Hirmas                                                                     |                                                           | Deportes Tocopilla Gendarmería de Chile Incas del Sur Villa Ríos | Academia Fútbol Joven Buenos Aires Campos de Batalla Deportivo Hirmas Deportivo Pirque Municipal La Granja Municipal Santiago Provincial Ovalle Real Maipú Villa Ríos                                                                            |                                    |                                                                         |
| '2017'           | Municipal Quilicura Deportes Pirque Deportes Cerrillos                                                 | Academia de Fútbol Joven Real Maipú                       | Provincial Marga Marga | Caupolicán Colegio Quillón Deportes Cerrillos Deportivo Ovalle Deportivo Pilmahue Juvenil Palmilla Juventud Puente Alto Municipal Lampa Municipal Quilicura Rancagua Sur República Independiente de Hualqui                                      |                                    |                                                                         |
| '2018'           | Litoral Cartagena Jireh FC Enfoque de Rancagua                                                         | Juventud Puente Alto                                      | Juvenil Palmilla | Aguará Comunal Cabrero Deportes Concepción Deportes Lota EFC Conchalí Litoral Cartagena Provincial Ranco Quilicura Unido Rodelindo Román Tricolor de Paine                                                                                       |                                    |                                                                         |
| '2019'           | Maipú Unidos San Bernardo Unido Tomás Greig FC                                                         |                                                           | Deportes Lota Ferro Lampa Goodyear Juventud Salvador Luis Matte Larraín Quilicura Unido                                                                                 | Academia Bellavista CEFF Copiapó Corporación Lota Deportes Pirque Goodyear Gol y Gol La Pintana Unida Lota Schwager Maipú Unidos Nacimiento CDSC Pumas FC                                                                                        |                                    |                                                                         |
| '2020'           | | CEFF Copiapó Provincial Talagante                         | | |                                    |                                                                         |
| '2021'           | Atlético Oriente Deportes Pirque Deportivo Meza                                                        |                                                           | Bellavista FC Buenos Aires Caupolicán Comunal Cabrero Corporación Lota EFC Conchalí Ferroviarios Gol y Gol Municipal Lampa Pudahuel Barrancas Pumas FC Unión Casablanca | Atlético Oriente Clan Juvenil Deportes Rancagua Deportes San Pedro de la Paz Deportivo Meza Malleco Unido Municipal Puente Alto Simón Bolívar |                                    | CEFF Copiapó Provincial Talagante                                       |
| '2022'           | Alianza Huertos Familiares Clan Juvenil Deportes Tomé Deportivo Santa Juana EFC Conchalí PGM San Pedro | Caupolicán Deportes San Pedro de la Paz Naval             | | Alianza Huertos Familiares Cajón del Maipo Concón National Deportivo Santa Juana Mulchén Unido Naval PGM San Pedro Santiago City |                                    | Caupolicán Comunal Cabrero EFC Conchalí Ferroviarios Gol y Gol Pumas FC |
| '2023'           | Academia Machalí FC Monte Patria Mulchén Unido Municipal Isla de Maipo Nacimiento CDSC Pumas FC        |                                                           | Escuela de Macul Gasparín FC La Pintana Unida | Academia Machalí Adriana Cousiño Atlético Oriente Buenos Aires Coliseo FC Constitución Unido Deportes Vallenar Deportivo Meza Deportivo Pumanque FC Monte Patria Imperial Unido Municipal Isla de Maipo Municipal María Pinto San Bernardo Unido |                                    | Naval                                                                   |
| '2024'           | Coliseo Conchalí San Bernardo Unido Deportes Pirque Deportes Tomé Independiente                        |                                                           | Canillitas Simón Bolívar | Canillitas Deportes Pirque Futuro FC Julio Covarrubias Independiente Laja Histórico Deportes Tomé Municipal Paillaco | Conchalí                           |                                                                         |
| '2025'           | | Unión Compañías Deportivo La Granja Municipal María Pinto | Buenos Aires Adriana Cousiño Deportivo Meza | Audax Italiano Internacional Rodelindo Román Nacimiento Araucano Unido |                                    |                                                                         |

Nota: La Tercera División B de Chile (2009-presente) es regulada por la Comisión de Tercera División. Anteriormente, la Cuarta División (1983-2003) contaba con su propia comisión.